# Thorsten Passfeld
Thorsten Passfeld (* 1975 in Dinslaken) ist ein zeitgenössischer deutscher Maler, Bildhauer, Bühnenbildner, Trickfilmer, Autor und Musiker.

## Leben
Thorsten Passfeld studierte in Hamburg Philosophie und Bildende Kunst. Bekannt wurde er zunächst durch seine Teilnahme an Improvisationsabenden der Hamburger Literatur- und Poetry Slam-Szene. Er begründete 1995 mit Viktor Marek Die Materialschlacht, organisierte mit Jürgen Noltensmeier das Programm Die Profis und nahm von 1997 bis 1999 an der Liv Ullmann Show, einer monatlichen Literaturshow und Performance, sowie regelmäßig an Veranstaltungen des Macht e.V. teil.
Es folgten Ausstellungen seiner aggressiv realistischen Bilder, diverse Trickfilme sowie Bühnenbilder, u. a. für Schorsch Kamerun. Passfeld arbeitete auch an Musikvideos mit, u. a. kooperierte er mit dem Musiker Tex (Feuer für die Welt, 1998) und Nils Koppruch (Den Teufel tun, 2007). Er baute Bühnenbilder u. a. für Jaques Palmingers Inszenierung von Die Insel in Hamburg und Berlin und Die Räuber des Puppentheaters Das Helmi in Berlin und Mannheim sowie für Spezialmensch von Schorsch Kamerun am Deutschen Schauspielhaus in Hamburg.
Im Zuge der Teilnahme an der Art Basel Miami Beach – Art Positions im Jahr 2006 bahnte sich die Zusammenarbeit mit dem Wiener Galeristen Ernst Hilger an. Nach dem Beitrag Torpedos der Doofheit, einer lebensgroßen, raketenwerferartigen Skulptur aus Holz, die auf dem Messestand der Galerie Ernst Hilger zur Art Cologne 2007 ausgestellt wurde, scheint diese jedoch beendet. 
Unter dem Titel Kommt jetzt alle rein, bitte und 2009 unter dem Titel The Power of Trauer stellt Thorsten Passfeld 2007 reliefartige, detailreiche Bilder, die vorwiegend aus Sperrholz bestehen, in der Galerie Feinkunst Krüger in Hamburg aus. Zur Ausstellung anlässlich des zehnjährigen Bestehens der Galerie zeigte Passfeld eine größere Skulptur. 
Eine erste größere Ausstellung mit Passfelds Holzwerken erfolgte im Sommer 2010 in Hamburg. Unter dem Titel Du konntest es nicht sein, Liebling stellte die Galerie Levy Wandobjekte, Skulpturen und Installationen der Jahre 2000 bis 2010 aus. Im Winter 2010 zeigte Levy in Berlin eine weitere Ausstellung unter dem Titel Warm, Gross, Gut mit vielen neuen Arbeiten. Begleitend erschien im Kerberverlag der Katalog Ich bin zurück! – Stunden zu spät, im Grunde Jahre mit Textbeiträgen von Sven Amsberg, Jaques Palminger, Alexander Posch, Ludwig Seyfarth und Tom Stromberg.

## Kunstprojekte
2002 entstand Passfelds erstes großes temporäres Werk im öffentlichen Raum, das 60 m² große Haus aus Holz im Hamburger Stadtteil St. Pauli, welches er aus Fundholz zusammenzimmerte. Der Abriss ist Teil des Werks. Dieses Konzept behielt Thorsten Passfeld bisher für alle seine „Häuser“ bei.
2004 baute er im Hamburger Stadtteil St. Georg das 130 m² große Hoftheater Vier Linden, in dem an zehn Tagen Theaterprogramm des Deutschen Schauspielhauses veranstaltet wurde, 2005 in der Hamburger Hafencity die nur 15 m² große Hafenkneipe Zum Falschen Freund, die einen Monat lang betrieben wurde. 2006 entstand als Teil von sculpture@CityNord das Bahnhofsklo zum letzten Anfang. Im gleichen Jahr schuf im Rahmen der Senseo Art Initiative die Halleninstallation Erholungsheim für schuldbewusste Großstädter.
Ende 2006 nahm Thorsten Passfeld an der Art Basel Miami Beach teil und stellte dort im Rahmen der Newcomer-Veranstaltung Art Positions das Werk Playing with the Big, Gebrauchsmöbel sowie ein Relief aus, welche von der Messeleitung als „deliberately trashy-poetic“ bezeichnet wurden.
Im Sommer 2007 entstand im Rahmen des IBA Kunst- und Kultursommers das bisher größte „Haus“ Passfelds im Hamburger Stadtteil Wilhelmsburg. Die 150 m² große Kirche des Guten Willens stand nach ihrer Fertigstellung verschiedenen Glaubensgemeinschaften, Künstlern, Bands und den Einwohnern des multikulturellen Stadtteils für Aktivitäten zur Verfügung.
Im Sommer 2009 baute Passfeld im Hamburger Hafen eine Kopie der Oberhafenkantine. Die Kopie soll in Containern um die Welt reisen.
Passfeld lebt und arbeitet in Hamburg. Er ist Mitglied der Künstlergemeinschaft SKAM e.V. und betätigt sich als Sänger der Band Heimweg.

## Bibliografie
- Alexander Sairally: Thorsten Passfeld – Ich bin zurück! Stunden zu spät, im Grunde Jahre. Kerber Christof Verlag, 1. Auflage 2011, ISBN 978-3-86678-408-6
- Thorsten Passfeld: Musik ist am besten. Strzelecki Books, 1. Auflage 2017, ISBN 978-3-946770-14-5.